# Geneva Open 2018
Il Geneva Open 2018, conosciuto anche come Banque Eric Sturdza Geneva Open per motivi di sponsorizzazione, è stato un torneo professionistico di tennis giocato all'aperto sulla terra rossa. È stata la 16ª edizione dell'evento conosciuto come Geneva Open. Il torneo fa parte dell'ATP Tour 250 nell'ambito dell'ATP World Tour 2018. Il torneo si è svolto nella Tennis Club de Genève di Ginevra, in Svizzera, dal 20 al 26 maggio 2018.

## Partecipanti

### Teste di serie
| Nazionalità | Giocatore            | Ranking* | Testa di serie |
| ----------- | -------------------- | -------- | -------------- |
| Stati Uniti | Sam Querrey          | 13       | 1              |
| Italia      | Fabio Fognini        | 19       | 2              |
| Svizzera    | Stan Wawrinka        | 25       | 3              |
| Spagna      | Albert Ramos Viñolas | 36       | 4              |
| Spagna      | David Ferrer         | 42       | 5              |
| Stati Uniti | Steve Johnson        | 47       | 6              |
| Italia      | Andreas Seppi        | 51       | 7              |
| Germania    | Miša Zverev          | 52       | 8              |

* Ranking al 14 maggio 2018.

### Altri partecipanti
I seguenti giocatori hanno ricevuto una wildcard per il tabellone principale:
- David Ferrer
- Fabio Fognini
- Stan Wawrinka

I seguenti giocatori sono passati dalle qualificazioni:

- Dominik Köpfer
- Lukáš Rosol
- Noah Rubin
- Bernabé Zapata Miralles

### Ritiri
Prima del torneo
- Aleksandr Dolhopolov → sostituito da  Marcos Baghdatis
- David Goffin → sostituito da  Florian Mayer
- Philipp Kohlschreiber → sostituito da  Mirza Bašić
- Paolo Lorenzi → sostituito da  Marco Cecchinato
- Denis Shapovalov → sostituito da  Ivo Karlović

## Campioni

### Singolare
Márton Fucsovics ha sconfitto in finale  Peter Gojowczyk con il punteggio di 6-2, 6-2.
- È il primo titolo in carriera per Fucsovics.

### Doppio
Oliver Marach /  Mate Pavić hanno sconfitto in finale  Ivan Dodig /  Rajeev Ram con il punteggio di 3-6, 7–6(3), [11-9].